# Cruzeiro do Sul (microregio)
Cruzeiro do Sul is een van de vijf microregio's van de Braziliaanse deelstaat Acre. Zij ligt in de mesoregio Vale do Juruá en grenst aan Peru in het zuiden en het westen, de deelstaat Amazonas in het noorden en de microregio Tarauacá in het oosten. De microregio heeft een oppervlakte van ca. 29.781 km². Midden 2004 werd het inwoneraantal geschat op 113.629.
Vijf gemeenten behoren tot deze microregio:
- Cruzeiro do Sul
- Mâncio Lima
- Marechal Thaumaturgo
- Porto Walter
- Rodrigues Alves

Mesoregio's: Vale do Acre · Vale do Juruá

Microregio's: Brasiléia · Cruzeiro do Sul · Rio Branco · Sena Madureira · Tarauacá